# Tolcsvay Béla
Tolcsvay Nagy Béla (Budapest, 1946. november 6. –) Kossuth-díjas magyar gitáros, énekes, zeneszerző, szövegíró. Tolcsvay László bátyja.

## Élete
Tolcsvay Nagy Béla és Lukits Rozália gyermekeként született.
1952-től csellózni tanult.
1964-1969 között öccsével, Tolcsvay Lászlóval a Strangers, a Wanderers, 1968-tól pedig a Tolcsvay-együttes, a Tolcsvay-trió vezetője. 1968-ban folk-beat kategóriában győztek a Ki mit tud?-on. Koncz Zsuzsának ír dalokat. 1970-ben Tolcsvayék és a Trió, 1973-ban Koncz Zsuzsával és az Illés-együttessel KITT-egylet (Koncz-Illés-Tolcsvay Trió) néven léptek fel. 1973-ban a nyári miskolci popfesztivál fő szervezője volt. 1974-ben erdélyi népdalgyűjtő körutat tett. 1976-ban közreműködött Latinovits Zoltán előadóestjein. 1976–1978 között az Agria Színjáték zenei vezetője volt. Kútvölgyi Erzsébet Ady-estjeihez verseket zenésített meg. Az 1980-as évek elejétől a pomázi Tolcsvay-tanya vezetője. 1988 óta a Bojtorjánnak komponál. 1994-ben Budapesten önálló klubot nyitott.

## Magánélete
1997-ben feleségül vette Blum Júliát. Két gyermeke van; Csaba (1976) és Glória (1980).

## Színházi munkái

### Szerzőként
- Magyar Mise album alcím: Ungarische Messe (1987)

Szerzők: Tolcsvay László, Tolcsvay Béla, Begányi Ferenc, Ifj. Csoóri Sándor, Pitti Katalin, Sasvári Sándor
- 1.  	INTROITUS – ERÖFFNUNG 
  - Begányi Ferenc, Ifj. Csoóri Sándor, Sasvári Sándor
- 2.  	KYRIE 
  - Ifj. Csoóri Sándor
- 3.  	GLORIA[2]
  - Pitti Katalin, Begányi Ferenc, Sasvári Sándor
- 4.  	CREDO 
  - Ifj. Csoóri Sándor, Sasvári Sándor, Tolcsvay Béla, Tolcsvay László
- 5.  	ÁLDOZAT – OFFERTORIUM 
  - Pitti Katalin, Begányi Ferenc
- 6.  	ÉRINTSD MEG A LELKEM – RÜHRE MEINE SEELE 
  - Begányi Ferenc, Ifj. Csoóri Sándor, Sasvári Sándor
- 7.  	SANCTUS[3]
  - Pitti Katalin
- 8.  	AJÁNLÁS – WIDMUNG[4]
  - Tolcsvay Béla
- 9.  	ELBOCSÁTÁS – ENTLASSUNG 
  - Pitti Katalin, Begányi Ferenc, Ifj. Csoóri Sándor

### Zeneszerzőként
- Fazekas Mihály: Ludas Matyi (1983)

### Színészként
- Csörsz István: Kék a tenger....Krónikás
- Fazekas Mihály: Ludas Matyi....Krónikás
- Tolcsvay: Magyar Mise....
- Tömöry Márta: Az égigérő fa....Énekmondó
- Müller Péter: Doctor Herz....

## Művei

### Nagylemezek
- Tolcsvayék és a Trió (1970)
- Ez mind eladó (1972)
- A Koncert (1981)
- Magyar mise (oratórium, 1987)
- Tolcsvay testvérek (1990)
- Óriáskoncert (1994)
- Tolcsvay-trilógia
  - Napfényfia (1992)
  - Rijjadóleány (1996)
  - Csillaglánc (1999)

### Kísérőzenék
- Balassi: Szép magyar komédia
- Szophoklész: Trakhiszi nők

## Filmjei
- Extázis 5–7-ig (1969)
- Szép lányok, ne sírjatok! (1970)
- Petőfi’73 (1973)
- Családi tűzfészek (1979)
- A koncert (1983)
- Átváltozás (1984)
- Filmszemle’87 (1987)
- Nyolc évszak (1987)
- Karácsonyi babatár (1989)
- Lánc lánc csillaglánc (2002)

## Díjai
- A Magyar Köztársasági Érdemrend kiskeresztje /polgári tagozat/ (1994)
- Fejér megyei Prima díj – zeneművészet kategória (2009)
- Kossuth-díj (2015)[5]
- A Magyar Érdemrend középkeresztje /polgári tagozat/ (2019)

## Portré
- Kontúr – Tolcsvay László (2022)

## Könyve
- Legyen úgy, mint régen volt (beszélgetések, 2004)